# Lexus SC
Lexus SC (яп. レクサス・SC, Rekusasu SC) — японский спортивный автомобиль класса люкс, выпускавшийся подразделением Lexus компании Toyota с 1991 по 2010 годы. Четырёхместный автомобиль имеет переднее расположение двигателя и привод на задние колеса. Первое поколение SC дебютировало с двигателем V8 в 1991 году (SC 400), и с рядным шестицилиндровым двигателем в 1992 году (SC 300). Обе модели первого поколения выпускались до 2000 года, когда появилась модель второго поколения. Выпуск второго поколения начался в 2001 году (SC 430) в кузове кабриолета с двигателем V8.
В Японии, третье поколение связанного автомобиля Toyota Soarer, с которым у первого поколения SC изначально был общий дизайн кузова и некоторые элементы, выпускалось отдельной линейкой с различными силовыми агрегатами. Четвёртое поколение спортивное купе Soarer, во многом идентичное SC 430, в Японии было заменено на Lexus SC в 2005 году. Согласно информации Lexus, обозначение SC расшифровывается как спортивное купе (англ. Sport Coupe).

## Первое поколение
В начале 1990-х годов, после появления подразделения Lexus, в прессе появлялись сообщения о предстоящем выпуске среднеразмерного купе Lexus, который будет конкурировать с представительскими купе других марок, Mercedes-Benz SL, Acura Legend и Infiniti M30. На этот момент среди автомобилей Toyota были представительские купе в виде первых двух поколений Toyota Soarer, но лишь на внутреннем японском рынке. Поэтому, они решили дополнить успешную флагманскую модель для своего подразделения Lexus для продажи автомобиля на зарубежных рынках, седан Lexus SC 400 с двигателем V8 и задним приводом, который является адаптацией Toyota Soarer Z30 3 поколения для иностранного автомобильного рынка. Также Toyota Soarer z30 \ Lexus SC z30 имеет общую платформу с Toyota Supra A80. Автомобиль в кузове купе предполагалось выпускать под американский рынок, и его внешним дизайном в 1987 году занималась студия Calty Design Research, расположенная в Калифорнии.

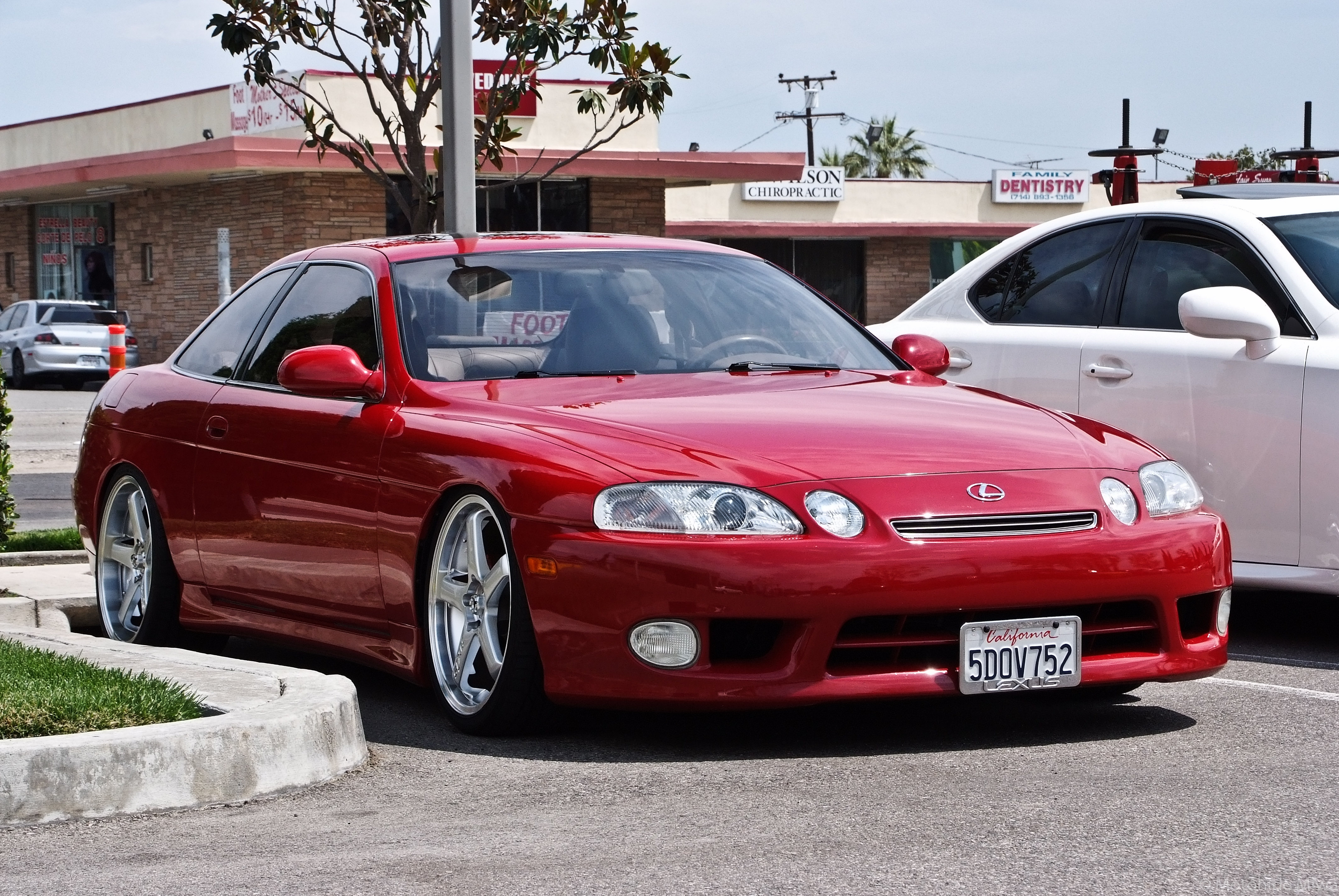
Lexus SC

Дизайн команды American Calty принял другой подход к разработке автомобиля, с помощью литья гипсом была задана форма, и работа шла в трёх измерения, вместо традиционного использования только эскизов. Команду, занимавшуюся дизайном автомобиля возглавляли Денис Кампбелл и Эрвин Луи. В результате кузов почти не содержал ровных плоскостей, и имел коэффициент аэродинамического сопротивления, равный Cd=0.31. Концепция дизайна Эрвина Луи была утверждена в 1989 году, в результате чего Луи отправился обратно в Японию, где в течение четырёх месяцев помогал завершении разработки. Автомобильный журналист Билл Русс, счел дизайн SC влиятельным среди автомобильных форм своего времени.
Производство Soarer (Z30, 1991—2000) началось в апреле 1991 года на заводе Мотомати в городе Тоёта, а Lexus SC собирался одновременно с ним на втором заводе Хигаси-Фудзи, в городе Сусоно. Выпуск автомобилей на заводе Мотомати продолжался до апреля 1997 года.

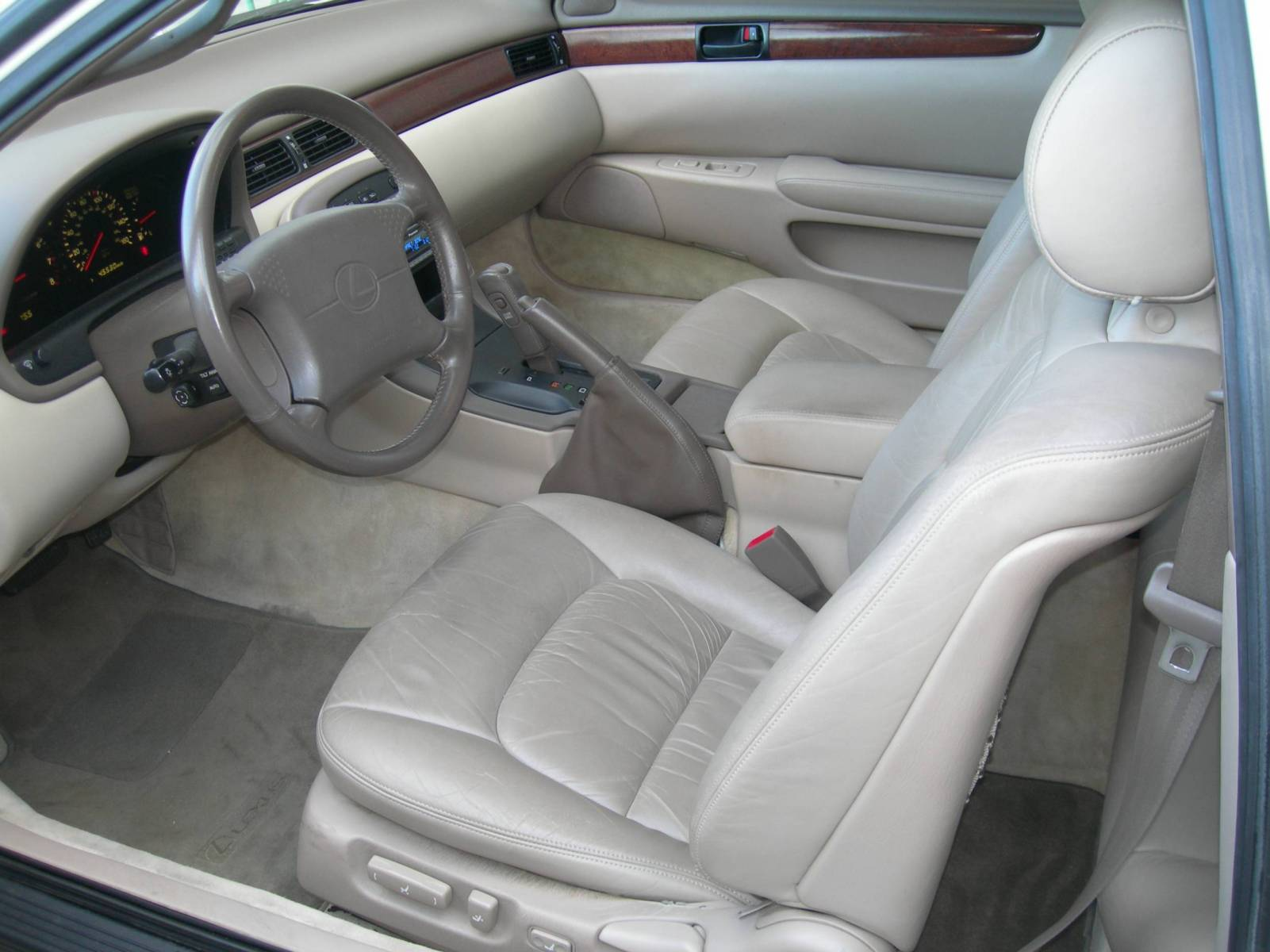
Интерьер Lexus SC 400

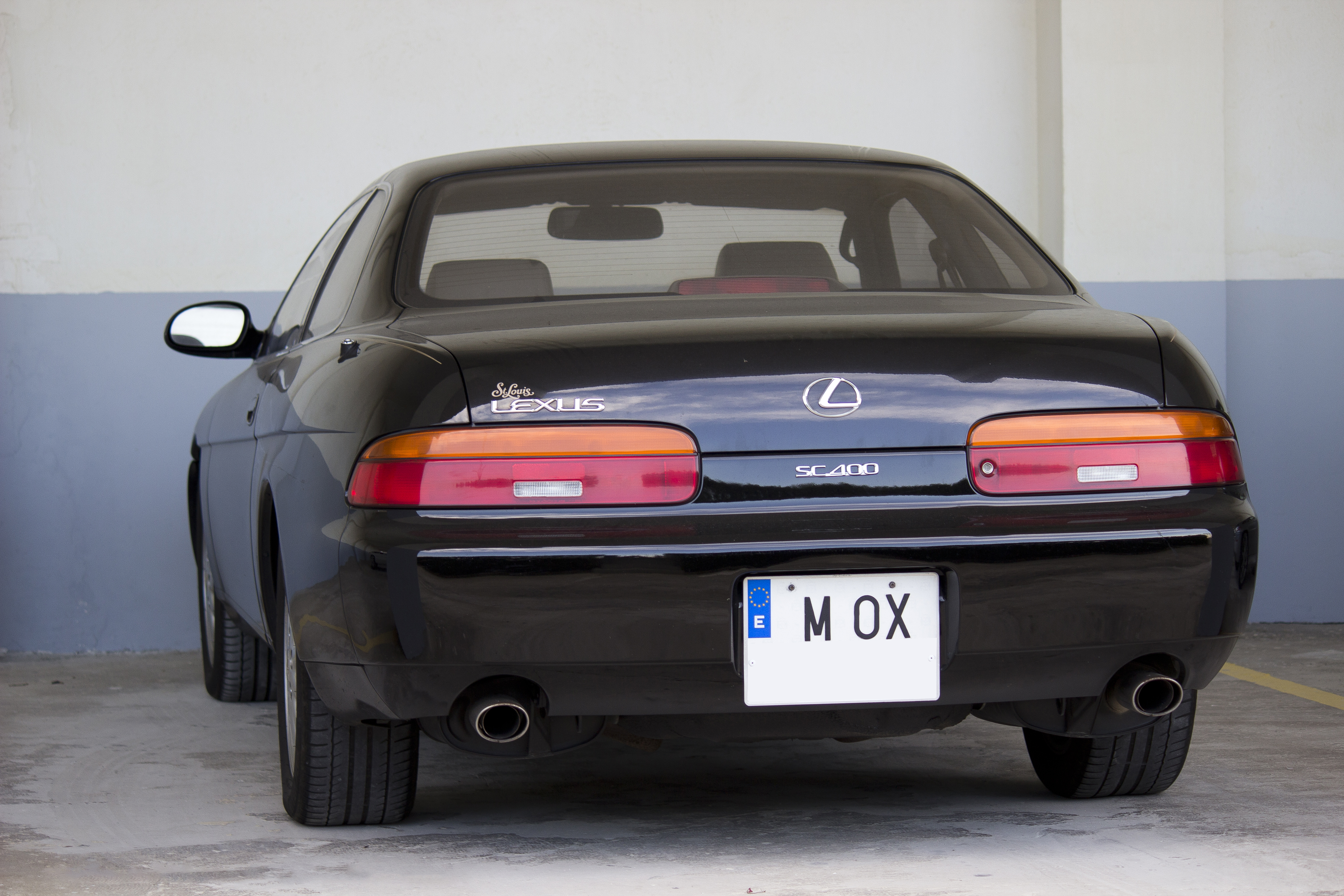
Вид автомобиля сзади

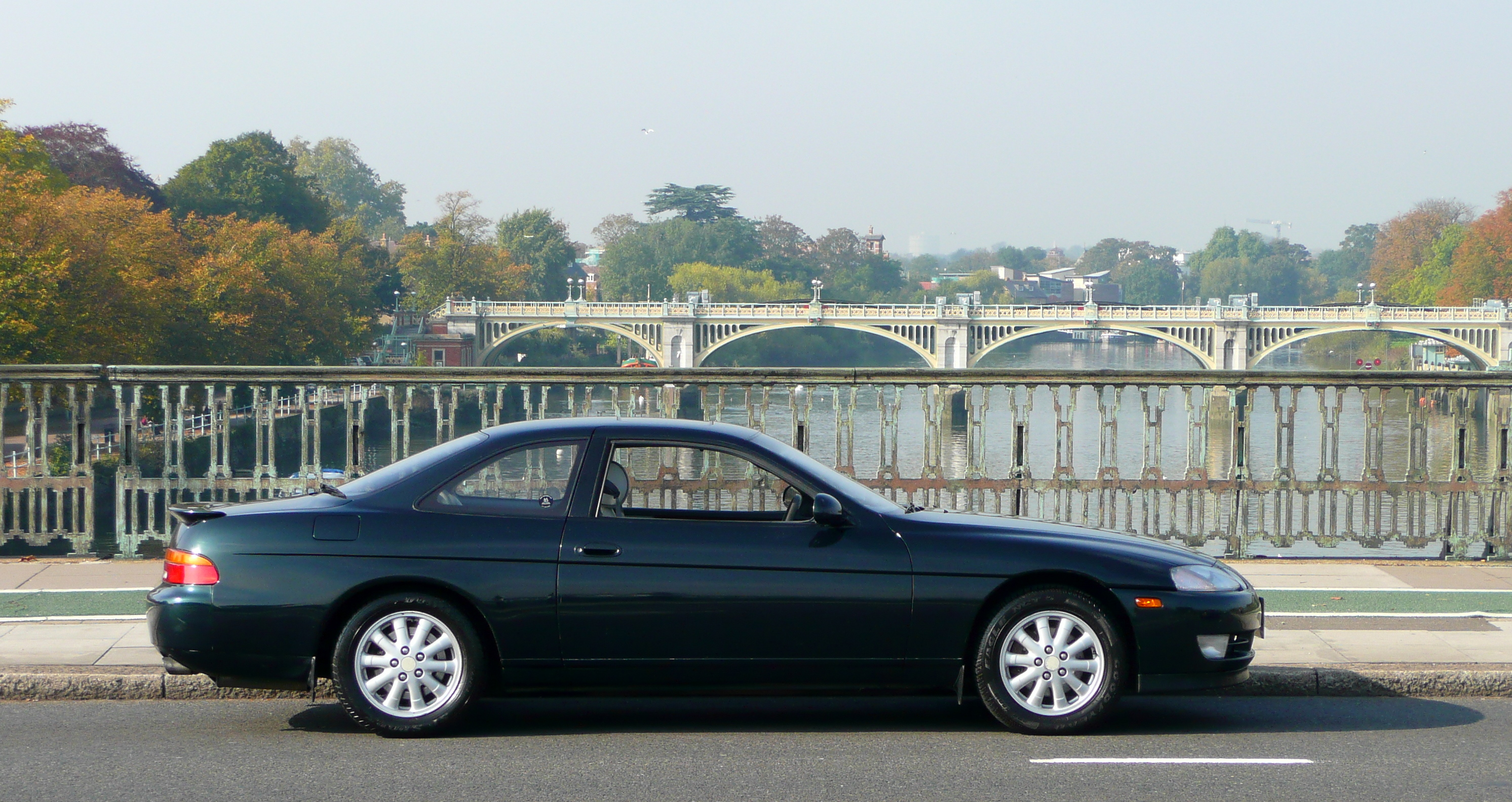
Вид сбоку

SC 400 дебютировал 1 июня 1991 года в США как модель 1992 года. Автомобиль получил 4,0-литровый V8 двигатель 1UZ-FE, также устанавливавшийся на LS 400. SC 400 был признан журналом Motor Trend импортным автомобиль года в 1992, он также входил в десятку лучших автомобилей по версии журнала Car and Driver с 1992 по 1998 годы.
В июле 1992 года, SC 300, версия SC 400 с меньшим двигателем была представлена в США. SC 300 оснащался 3,0-литровым рядным шестицилиндровым двигателем 2JZ-GE.. Антипробуксовочная система Lexus, TRAC, была предложена в качестве опции для этой модели.
Выпуск первого поколения SC продолжался до 7 июля 2000 года, довольно долго по сравнению с другими автомобилями 1990-х годов. Несмотря на длительный производственный цикл, автомобиль подвергся лишь незначительным внешним изменениям. Новые задние фонари и измененный спойлер стали частью обновления в середине цикла. Передняя решетка изменилась в 1996 году, наряду с модернизированным передним бампером, боковыми юбками и порогами. С 1991 по 1995 годы мощность SC 400 достигала 250 л. с. (186 кВт), крутящий момент 353 Нм. SC 300 с двигателями 2JZ-GE, имели мощность 225 л. с. (168 кВт) и крутящий момент 285 Нм. Мощность двигателя SC 300 была на пять лошадиных сил больше, чем у эквивалентного двигателя, используемого на Toyota Supra.
В 1996 году на SC 400 с двигателем 1UZ-FE мощность увеличилась до 260 л. с. (194 кВт). Эти двигатели устанавливались с четырёх-ступенчатой автоматической коробкой передач на обеих моделях SC 300 и SC 400. К концу десятилетия, североамериканские продажи SC начали истощаться из-за отсутствия значительных обновлений дизайна с момента появления автомобиля, что привело к потере интереса среди купе.
В 1997 году (1998 модельный год) на двигателях SC 300 и 400 появилась система VVT-i. Их мощность увеличилась до 290 л. с. (216 кВт) и крутящий момент 407 Нм для модели SC 400, а также 225 л. с. (168 кВт) и 298 Нм для модели SC 300. Время разгона до 100 км/ч для SC 400 составляло в разные годы: 6,9 секунды (1992—1995), 6,7 секунды (1996—1997), 6,3 секунды (1998—2000). Для модели SC 300 этот показатель составлял 6,8 секунды для автомобилей с механической коробкой и 7,2 секунды с автоматической. Модернизация 1997 года включала замену четырёх-ступенчатой автоматической коробки на SC 400 на аналогичную с пятью скоростями.

Продажи моделей SC 300 и SC 400 с автоматической коробкой передач составляли подавляющее большинство. Lexus SC 400 официально никогда не продавался на Британских островах, но множество автомобилей прибывали туда через Атлантический океан в порядке частного импорта.

## Второе поколение
Второе поколение (Z40, 2002—2010) родстера с жёстким складным верхом сочетает в себе спортивность и элегантность, коэффициент лобового сопротивления воздуху cx составляет 0,29 . V-образный 8-цилиндровый двигатель Lexus SC430 (3UZ-FE) объёмом 4293 см³ развивает максимальную мощность в 278 л. с. при 5600 об./мин.
До 2006 года единственной доступной коробкой передач была 5-ступенчатая [АКПП] с щупом для проверки качества и уровня масла. В 2006 году начали ставить 6-ступенчатую АКПП; данная коробка считалась необслуживаемой и не имела щупа под капотом.
Во время процедуры трансформации жёсткого складного верха (электроприводы, операция занимает 25 секунд) крышка багажника Lexus SC430 не только приоткрывается, но и смещается назад для того, чтобы алюминиевые элементы крыши перемещались беспрепятственно.
Аудиосистема от Mark Levinson состоит из восьми динамиков и сабвуфера и включает в себя систему Automatic Sound Levelizer, автоматически регулирующую громкость звучания в зависимости от скорости движения и положения крыши. Уже в базовое оснащение Lexus SC430 входит система адаптивного освещения i-AFS.
В июле 2010 года Lexus сняла с производства модель SC 430. Модель Lexus SC 430 вошла в потребительский антирейтинг по версии британского издания «Auto Express», где были названы десять наихудших автомобилей продававшихся на туманном Альбионе за последние 25 лет.